# Thanh trùng

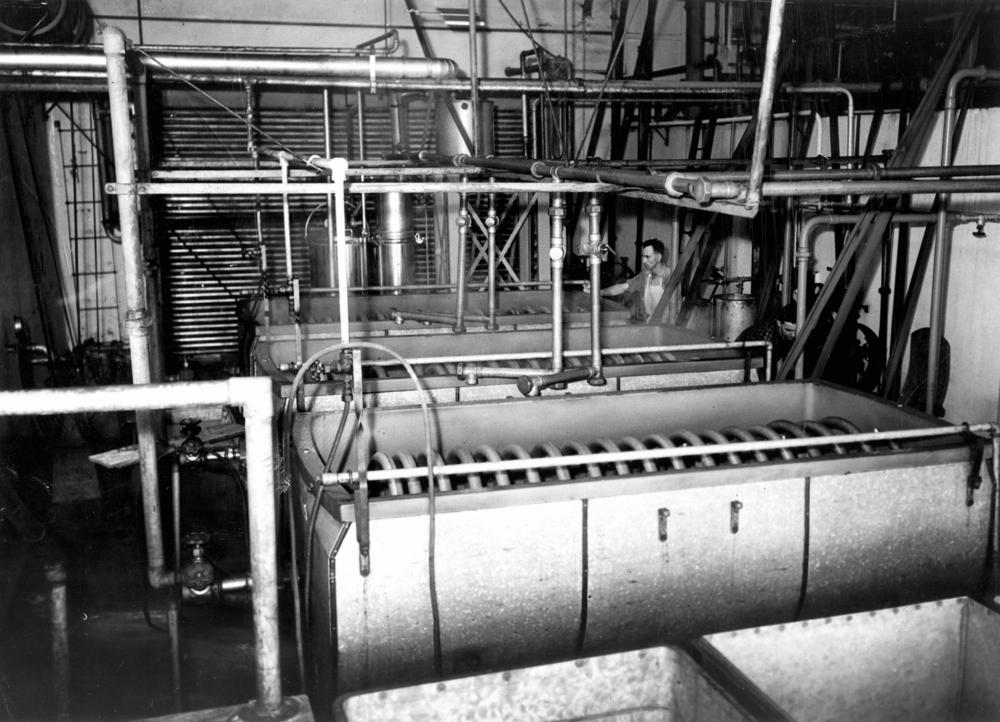
Hệ thống thanh trùng kem theo phương pháp Pasteur và các cuộn dây làm lạnh tại nhà máy sản xuất bơ Murgon, 1939

Thanh trùng (tiếng Anh: pasteurization hoặc pasteurisation) là quy trình làm nóng thực phẩm đóng gói hoặc không đóng gói (như sữa và nước trái cây) đến một nhiệt độ nhất định trong một khoảng thời gian xác định trước rồi sau đó làm lạnh đột ngột. Phương pháp này làm chậm quá trình hư, hỏng của thức ăn gây ra do vi sinh vật. Ngày nay, quy trình này được sử dụng rộng rãi trong ngành công nghiệp bơ sữa và thực phẩm để kiểm soát vi khuẩn và bảo quản thực phẩm đủ lâu cho đến khi được tiêu thụ.
Không giống khử trùng, phương pháp thanh trùng không có mục đích tiêu diệt vi sinh vật. Thay vào đó, phương pháp này nhằm giảm số lượng mầm bệnh có thể có để chúng không còn khả năng gây bệnh. Việc khử trùng thực phẩm theo quy mô thương mại không phải là phổ biến vì nó làm ảnh hưởng xấu đến mùi vị và chất lượng của sản phẩm. Một số thực phẩm, chẳng hạn như bơ sữa, có thể được làm nóng già để đảm bảo các vi sinh vật gây bệnh bị tiêu diệt.

## Lịch sử
Phương pháp đun nóng rượu nhằm mục đích bảo quản đã được biết đến ở Trung Quốc từ năm 1117 và đã được ghi nhận ở Nhật Bản năm 1568 trong cuốn Tamonin-nikki.
Tuy nhiên, phương pháp thanh trùng hiện đại liên quan đến việc làm lạnh nhanh xuất hiện sau đó rất lâu. Nó được nhà vi sinh vật và hóa học người Pháp Louis Pasteur nghĩ ra và đã được đặt tên theo ông. Cuộc xét nghiệm phương pháp Pasteur đầu tiên được thực hiện bởi Louis Pasteur và Claude Bernard tháng tư, 1862. Quá trình này ban đầu được hình thành như là một cách để ngăn chặn rượu vang và bia bị chua..

## Mục đích
Quá trình thanh trùng giúp làm giảm lượng vi sinh vật trong các sản phẩm như bia, nước ngọt, các loại đồ uống, và từ đó sẽ làm kéo dài thời gian bảo quản của thực phẩm. Một trong những phương pháp thanh trùng phổ biến là sử dụng hầm thanh trùng có trang bị các ống phun. Từ các ống này, các tia nước nóng sẽ phun và tưới đều vào các chai đồ uống, khi các chai này được chuyển tới khu vực thanh trùng. Để đảm bảo các tính chất cảm quan của thực phẩm như mùi vị, hương thơm, màu sắc, độ trong… thì quá trình thanh trùng phải được thực hiện một cách chính xác. Do vậy, cần thiết phải xác định được thời gian và nhiệt độ tối thiểu để quá trình thanh trùng vừa có hiệu quả tiêu diệt vi sinh vật, vừa không tạo ra các mùi vị không mong muốn cho sản phẩm, đồng thời tiết kiệm được năng lượng sử dụng.

## Đơn vị
Đơn vị thanh trùng - Pasteurization Unit  (PU) là đơn vị được dùng để đánh giá hiệu quả của một quá trình thanh trùng một sản phẩm giữ ở điều kiện nhiệt độ 60 °C trong thời gian 1 phút. Khi nhiệt độ đạt đến 60 °C trong 1 phút thì giá trị PU là 1 đơn vị. Đơn vị PU này được ứng dụng trong trường hợp thanh trùng các sản phẩm bia, nước ngọt và cả một số loại đồ uống khác.
Đơn vị PU được dùng khi quá trình thanh trùng thực hiện ở mức nhiệt độ ổn định. Tuy nhiên, người ta vẫn mong muốn có thể sử dụng đơn vị này một cách linh hoạt, khi quá trình thanh trùng là một quá trình biến nhiệt như trường hợp sử dụng hầm thanh trùng.

## Giá trị PU đặc trưng
Tuỳ theo đặc tính về công nghệ mà người ta quy định về giá trị PU đặc trưng của từng quá trình thanh trùng khác nhau. Thông thường, giá trị PU đặc trưng được quyết định dựa trên đặc tính của sản phẩm, dụng cụ chứa sản phẩm. Một giá trị PU được chính thức quy định cho một quá trình thanh trùng khi đã được thông qua các thí nghiệm cuối cùng về vi sinh vật. Có nhiều tác nhân liên quan đến hiệu quả của một quá trình thanh trùng. Trong quá trình thanh trùng bia, các tác nhân đó có thể là: độ nhiễm tạp vi sinh, chủng loại vi sinh vật, hàm lượng cồn, đường, pH, độ oxy và CO2 hòa tan.